# Music Man

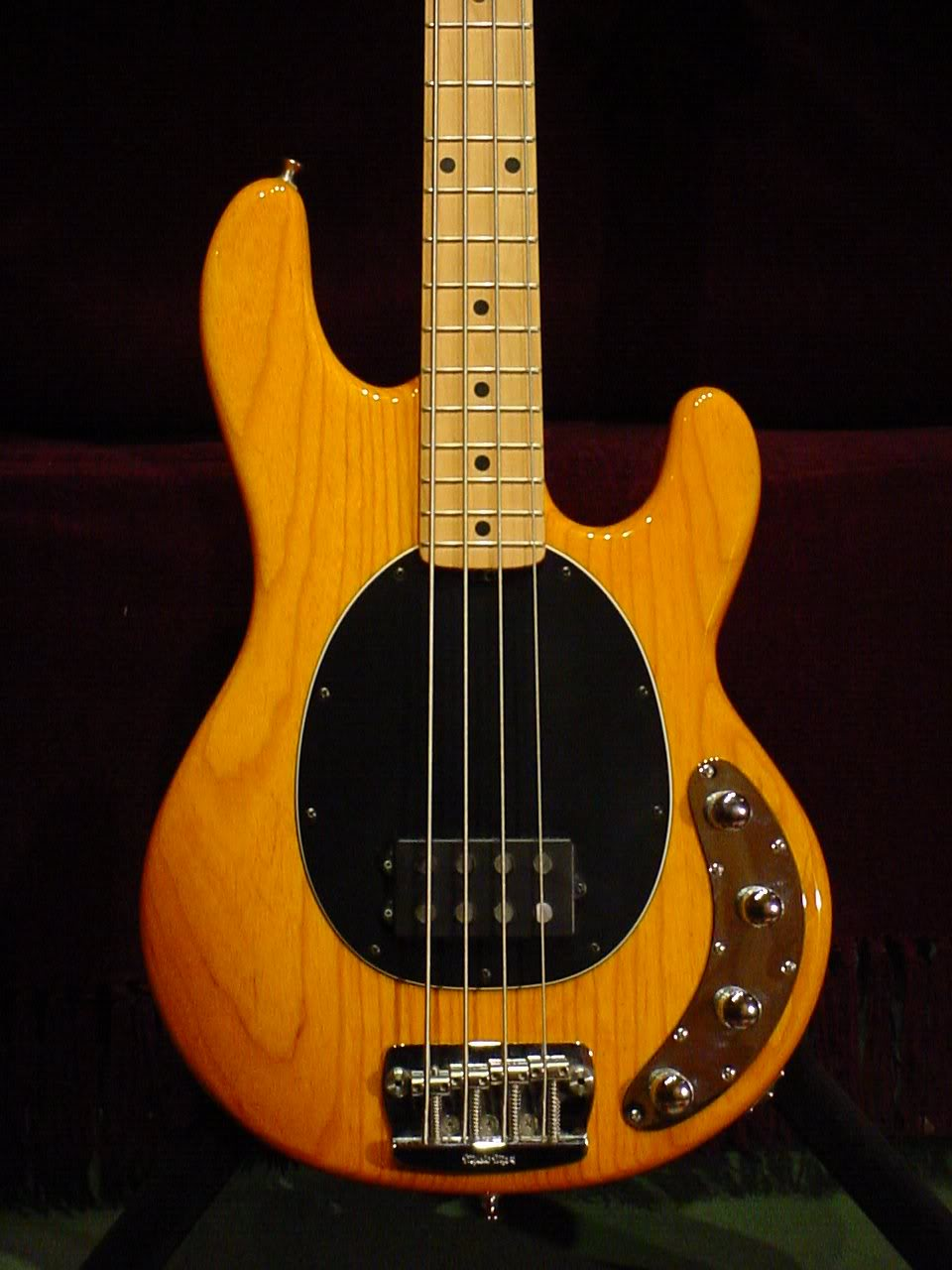
Music Man Stingray, model z 2001 roku

Music Man – amerykańska manufaktura wytwarzająca gitary elektryczne i basowe oraz wzmacniacze.
Firma została założona w 1971 roku przez Forresta White i Toma Walkera, przy pomocy Leo Fendera, do którego zwrócił się Tom Walker, współpracujący z Leo już od 1954 roku. Leo Fender nie został oficjalnym partnerem, z powodu umowy z firmą CBS Broadcasting System, która odkupiła od niego firmę "Fender Musical instruments" w 1965 roku. Umowa miała działać na zasadzie przeciwdziałania konkurencji. Leo Fender nie mógł na podstawie tej umowy ani założyć nowej firmy produkującej gitary, ani współpracować z inną firmą w tym kierunku. Music Man od 7 marca 1984 r. jest częścią koncernu Ernie Ball/Music Man. Firma wytwarza m.in. instrumenty sygnowane przez gitarzystę Johna Petrucciego gitary sześcio i siedmiostrunowe.
Wśród użytkowników gitar elektrycznych Music Man znajdują się m.in. James Valentine, Albert Lee, Blues Saraceno, Joe Bonamassa, Stephen Egerton, Steve Lukather, Benji Madden, John Petrucci, Kim Mitchell, Vinnie Moore, Steve Morse, Keith Richards, Ron Wood, Eddie Van Halen, Randy Owen, Jeff Cook czy John Fogerty. Z kolei z gitarach basowych korzystali m.in.: Nick Beggs, Simon Gallup, John Bentley, Joe Lally, Steve Kmak, Cliff Hugo, Rex Brown, Roger Manganelli, Dave Bronze, Paul D’Amour, Justin Chancellor, Greg Christian, Tim Commerford, Nathan East, Mike Herrera, Mark Hoppus, Johnny Christ, John Deacon, Marcin „Novy” Nowak czy Tomasz „Reyash” Rejek.